# اف‌ان فایو-سون
اف‌ان فایو-سون (به اختصار فایو-سون) یک پیستول نیمه‌خودکار است که توسط اف‌ان ارستال در بلژیک طراحی و تولید شده‌است. این اسلحه دستی به دلیل قطر گلوله ۵٫۷x۲۸ میلیمتری (۰٫۲۲۴ اینچ)، اینگونه نامگذاری شده‌است و سبک نوشتن علامت تجاری اف‌ان با حروف بزرگ (به انگلیسی: Five-seveN) برای تأکید بر حروف اول سازنده اف‌ان ارستال (به انگلیسی: FN Herstal) در نظر گرفته شده‌است.
اسلحه دستی فایو-سون در ارتباط با جنگ‌افزار دفاع شخصی اف‌ان پی۹۰ و فشنگ‌های ۵٫۷x۲۸ میلیمتری توسعه یافته‌است. پی۹۰ در سال ۱۹۹۰ معرفی شد و فایو-سون در سال ۱۹۹۸ در حالی معرفی شد که در آن به عنوان یک اسلحه دستی از همان مهمات ۵٫۷x۲۸ میلیمتری استفاده می‌شد.فایو-سون با وجود توسعه یافتن به عنوان یک اسلحه دستی همراه جنگ‌افزار دفاع شخصی پی۹۰، بسیاری از ویژگی‌های طراحی خود را دارد: یک سلاح سبک‌وزن مبتنی بر پلیمر با ظرفیت خشاب نسبتاً بالا، کنترل‌های یکسان‌دستی، لگد کم و توانایی نفوذ به جلیقه ضدگلوله هنگام استفاده از انواع خاصی از مهمات.
فروش فایو-سون در ابتدا توسط اف‌ان ارستال به مشتریان نظامی و مجری قانون محدود شد، اما از سال ۲۰۰۴، این اسلحه دستی برای دفاع شخصی، تیراندازی به هدف و موارد مشابه به تیراندازان غیرنظامی نیز ارائه شده‌است.اگرچه فایو-سون در زمان معرفی به تیراندازان غیرنظامی فقط با مهمات ورزشی ارائه می‌شد، اما با مخالفت شدید سازمان‌های کنترل سلاح مانند کمپین بردی (به انگلیسی: Brady Campaign) مواجه شد و این اسلحه در معرض بحث‌های جنجالی مداوم در ایالات متحده قرار گرفت.
در حال حاضر فایو-سون در بیش از ۴۰ کشور از جمله کانادا، فرانسه، یونان، هند، لهستان، اسپانیا و ایالات متحده در خدمت نیروهای نظامی و پلیس می‌باشد. در ایالات متحده فایو-سون در بسیاری از سازمان‌های مجری قانون، از جمله سرویس مخفی ایالات متحده آمریکا استفاده می‌شود. در سال‌های پس از معرفی این سلاح به بازار غیرنظامی در ایالات متحده، در بین تیراندازان غیرنظامی نیز محبوبیت فزاینده‌ای پیدا کرده‌است.